# 中国—中亚峰会
中国—中亚峰会（英語：China-Central Asia Summit），是中华人民共和国和中亚五国领导人舉辦的外交峰会，每兩年舉辦一次。

## 背景
中国自2013年以来一直致力于通过“一带一路”等项目来增强与中亚国家的联系，希望通过大规模基础设施建设和投资，将中亚及其他地区纳入中国的经济影响范围。中国对中亚的兴趣还源于对其西部边境新疆地区的安全和稳定的关注。

## 首届峰會

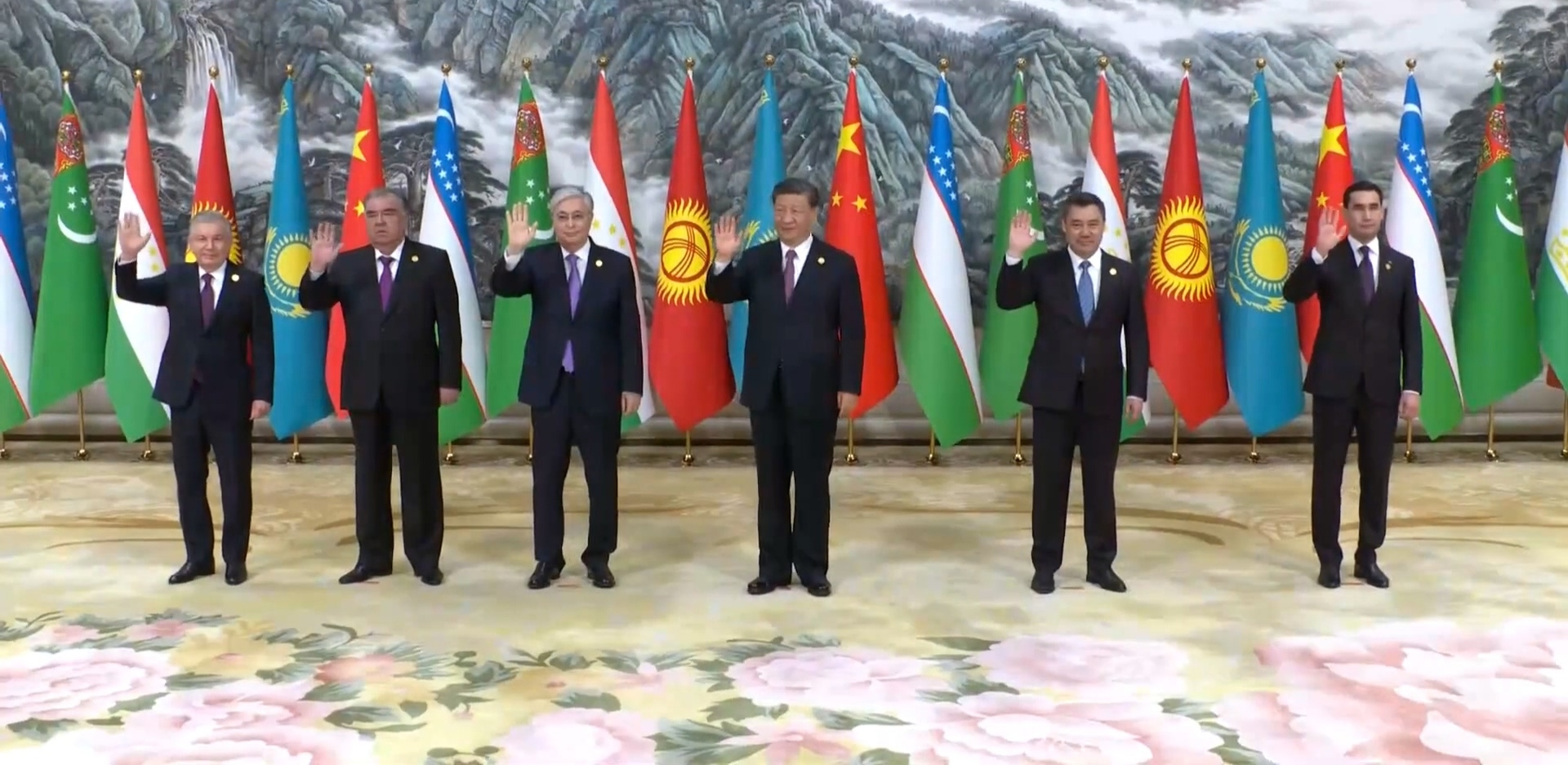
中国—中亚峰会，2023年5月19日

首届中國—中亞峰會從2023年5月18日至19日，在陕西省西安市西安国际会议中心举行，旨在加强中国与中亚五国之间的经济和政治合作。中共中央总书记、中国国家主席习近平主持峰会，中亚五国元首同時出席。五个国家分别是哈萨克斯坦、吉尔吉斯斯坦、塔吉克斯坦、土库曼斯坦和乌兹别克斯坦。此次峰会被视为中华人民共和国外交史上的重要里程碑，也是中国提升其全球影响力的一部分。
會議召開期間，中国—中亚实业家委员会宣布成立。
首届峰会的主要目标是加强中国与中亚国家的经济和政治伙伴关系，并巩固中国在该地区的影响力。峰会的召开正值第49屆七大工業國組織會議前夕，讨论的议题包括应对中国日益强硬的外交姿态。通过在G7峰会前举办中国-中亚峰会，中国意在展示其在国际舞台上的重要角色，并对抗美国主导的世界秩序。

## 第二届峰會
2025年6月16日至18日，第二届中国—中亚峰会在哈萨克斯坦阿斯塔纳舉行。中共中央总书记兼中华人民共和国主席习近平、哈萨克斯坦共和国总统托卡耶夫、吉尔吉斯共和国总统萨德尔·扎帕罗夫、塔吉克斯坦共和国总统埃莫马利·拉赫蒙、土库曼斯坦总统谢尔达尔·别尔德穆哈梅多夫、乌兹别克斯坦共和国总统沙夫卡特·米尔济约耶夫。台湾成功大学政治学系教授王宏仁表示中國—中亞峰會与G7峰会会期重叠「具有对冲与平衡意味」。
6月17日，中国—中亚产业与投资合作论坛上，中国和哈萨克斯坦两国签署了约60项合作协议，总金额接近250亿美元。根据其中一份框架协议，两国将联合勘探伊犁盆地铀矿，并将此纳入两国在核能领域的中长期合作规划。
6月18日，与会六国签署《永久睦邻友好合作条约》并发表《第二届中国—中亚峰会阿斯塔纳宣言》。宣言中有提到「台灣是中國領土不可分割的一部分」，遭到中華民國外交部的抗議。